# Kirchenmassaker von Suai

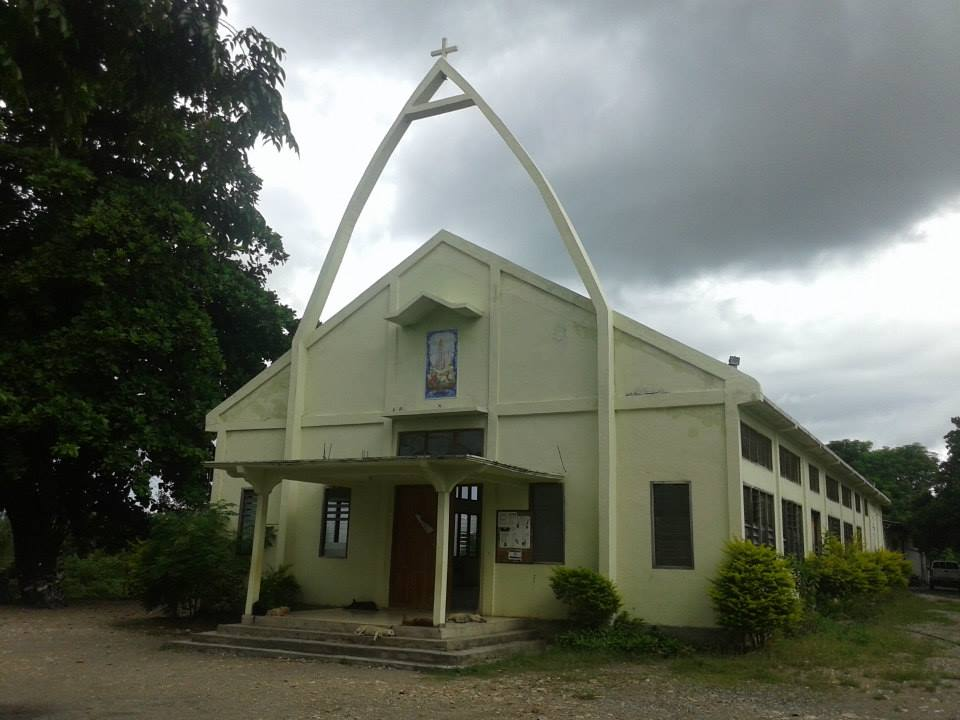
Die alte Kirche Suais, Schauplatz des Massakers

Bei dem Kirchenmassaker von Suai wurden am 6. September 1999 zahlreiche Zivilisten durch Mitglieder der pro-indonesischen Miliz Laksaur in der Kirche Nossa Senhora do Rosario (einige Quellen nennen die Kirche Ave Maria) in Suai (Distrikt Cova Lima, Osttimor) ermordet. Nur 26 der vermutlich bis zu 200 Opfer konnten identifiziert werden. Die Vereinten Nationen gehen davon aus, dass die Miliz Unterstützung durch die Streitkräfte Indonesiens erhielt. Damit steht das Massaker exemplarisch als Beleg dafür, dass der Behauptung von vielen indonesischen Führern widerspricht, die Gewaltwelle nach dem Unabhängigkeitsreferendum in Osttimor 1999 sei ein spontaner Aufstand der Osttimoresen gewesen.
Vor dem Menschengerichtshof in Jakarta für die Verbrechen in Osttimor wurden zwar 18 Personen angeklagt, aber nur sechs verurteilt. Deren Strafen wurden später von der obersten Instanz aufgehoben.

## Hintergrund
Das Massaker fand im indonesisch besetzten Osttimor nach dem Unabhängigkeitsreferendum am 30. August 1999 statt, bei dem sich 78,5 Prozent der Osttimoresen für die Loslösung von der Besatzungsmacht ausgesprochen hatten. Nach der Verkündung des Ergebnisses am 4. September brach nochmals eine Gewaltwelle in ganz Osttimor aus, bei der pro-indonesische Milizen und indonesische Sicherheitskräfte Häuser und Infrastruktur zerstörten. Osttimoresen wurden angegriffen und vertrieben. Insgesamt starben bis zum Eingreifen der internationalen Schutztruppe INTERFET etwa 1400 bis 1500 Menschen.

## Geschehen in Suai
Der lokale Leiter des Sozialhilfewerks (Kakanwil Depsos Suai) und Mitglied der Volksfront Osttimor (indonesisch Barisan Rakyat Timor Timur, BRTT) Jorge Manuel de Jesus gab an, dass die Laksaur-Miliz von Cova Limas Distriktskommandant (Dandim) Oberstleutnant Ahmad Masagus ein Mauser-Gewehr und eine Pistole bekamen. Seit der Ankündigung des Referendums im Januar war es zu Gewalt durch die Milizen gekommen. Mehrere Unabhängigkeitsbefürworter wurden durch die Miliz Mahidi ermordet, in einem Fall geht ein Toter auf Verantwortung der Armee. Am 23. April 1999 gab die Katholische Kirche an, dass zwischen 42 und 100 Menschen in Suai durch Milizen umgebracht worden seien. Alleine in Suai suchten 6000 Flüchtlinge Schutz vor den Übergriffen.
Im Juli 1999 versuchte der stellvertretende Chef der Laksaur-Miliz Egidio Manek Dorfbewohner in der Region Suai daran zu hindern, Taufurkunden von der Kirche abzuholen, die sie für die Registrierung beim Referendum benötigten. Am 19. August erklärte Distriktschef (Bupati) Oberst Herman Sedyono, dass den Flüchtlingen nicht weiter erlaubt werde in der Kirche zu bleiben und beendete die Lieferung von Wasser und Lebensmitteln. Erst nach einigen Tagen wurden die Lieferungen nach internationalen Protesten wieder begonnen.
Wenige Tage vor dem Wahltag am 30. August 1999 kam es in Maliana und Suai zu Übergriffen. Eine US-Delegation unter Führung des Senators Tom Harkin beschwerte sich in ihrem wütenden Bericht beim indonesischen Präsident Habibie, so dass unter anderem Oberstleutnant Ahmad Masagus zunächst abgesetzt wurde. Oberstleutnant Lilik Kushadiyanto übernahm das Kommando ab dem 29. August 1999.
Am 4. September 1999 wurde um 10 Uhr morgens der Sieg der Unabhängigkeitsbefürworter verkündet. Vier Stunden später begannen Mitglieder der Miliz Laksaur, Polizisten (die Teil der Streitkräfte waren) und reguläre Soldaten Häuser in Debos niederzubrennen und wild herumzuschießen. Mehrere Täter wurden von Zeugen identifiziert, darunter Laksaur-Chef Olivio Mendonça Moruk und Alipio Mau. Der Leichnam eines erschossenen Teenagers wurde auf einem Polizeifahrzeug weggebracht. Die Empfangs-, Wahrheits- und Versöhnungskommission von Osttimor (CAVR) registrierte später die Ermordung von mindestens fünf Personen am 4. und 5. September. Einwohner flohen in die Kirche im Zentrum der Stadt Suai, wo bereits hunderte Flüchtlinge campierten. Am Tag darauf schlossen sich Mitglieder der Miliz Mahidi den Milizionären von Laksaur an und begannen die Menschen auf dem Grundstück der Kirche zu bedrohen, indem sie in der Nähe der Kirche in die Luft schossen. Der indonesische Pater Tarcisius Dewanto bat den Polizeikommandanten des Distrikts Gatot Subiaktoro um Schutz für die Flüchtlinge auf dem Kirchengelände. Subiaktoro versprach dem Priester für Schutz zu sorgen. Pater Hilario Madeira rief zwischenzeitlich die Menschen in der Kirche auf, woanders Zuflucht zu suchen. Etwa 500 Menschen verließen daraufhin das Kirchengelände und versteckten sich in den nahegelegenen Wäldern. In der folgenden Nacht bis in den Morgen des 6. Septembers steckten Soldaten des Territorialbattalions und Laksaur-Milizionäre Wohnhäuser und Regierungsgebäude in Suai systematisch in Brand. Hausrat wurde geplündert. Zu den brandschatzenden Soldaten gehörte auch Leutnant Sugito, der damalige Militärkommandant (Komandan Koramil) vom Subdistrikt Suai.
Am Morgen des 6. September 1999 versammelte sich die Miliz Laksaur an ihrem Hauptquartier in Salele. Nachdem ein Lastwagen mit indonesischen Soldaten eingetroffen war, erklärte Olivio Mendonça Moruk seinen Männern, man werde heute die Kirche angreifen. Die Milizionäre fuhren dann zunächst zum Militärhauptquartier von Cova Lima (Kodim 1635 Covalima) in Suai, dann zum Haus des Distriktschefs Herman Sedyono Am Nachmittag verließen die Milizionäre das Haus, Sedyono folgte ihnen in Armeeuniform und mit einem Gewehr bewaffnet. Milizen und Soldaten umzingelten die Kirche.
Um 14:30 Uhr griffen die beiden Milizen, Soldaten und Polizisten die Flüchtlinge in der Kirche an. Zuerst wurden zwei Handgranaten geworfen, dann folgten Schüsse und die Milizionäre stürmten das Gelände. Leutnant Sugito und Herman Sedyono überwachten den Angriff. Sugito trug wie Sedyono eine grüne Kampfuniform des Militärs und ein Gewehr. Zeugen hörten, wie die beiden Männer sagten, dass alle Priester, Männer und Frauen getötet werden sollten, die diese „seltsamen Einstellungen“ hätten. Zu diesem Zeitpunkt befanden sich laut Augenzeugen etwa hundert Menschen in der alten Kirche und viele mehr außerhalb. Die Angreifer stürmten in die Kirche und griffen die Anwesenden mit Macheten, Messern und Schusswaffen an. In den Privatraum von Pater Hilario Madeira feuerten sie mit automatischen Waffen und warfen eine Handgranate. Hilario sowie die Pater Francisco Soares und Tarcisius Dewanto gehörten zu den ersten Opfern. Hilario wurde laut Augenzeugen von Egidio Manek erschossen. Danach trat der Milizionär den Körper des Priesters. Eine Augenzeugin berichtete vom Tod des dritten Priesters: Als die Milizionäre die Kirche anzündeten, rannten die Menschen zum Pfarrhaus neben der Kirche. Pater Francisco hob beide Hände und rief: „Genug! Nicht mehr schießen! Wir sind alle Timoresen! Stop!“ Der Priester schrie, als er die vielen Opfer sah. Dann kam der Laksaur-Milizionär Americo Mali zu Francisco, deutete eine Umarmung an und führte den Priester zur Mariengrotte. Als sie wieder herauskamen, schoss Americo Mali auf dem Priester und erstach ihn schließlich mit einem Schwert. Auch drei Nonnen waren unter den Toten. Zwei Männer wurden enthauptet. Laut Zeugen soll es auch zu regelrechten Hinrichtungen von Frauen und Kindern und Vergewaltigungen gekommen sein.

Gedenkstätte zum Massaker
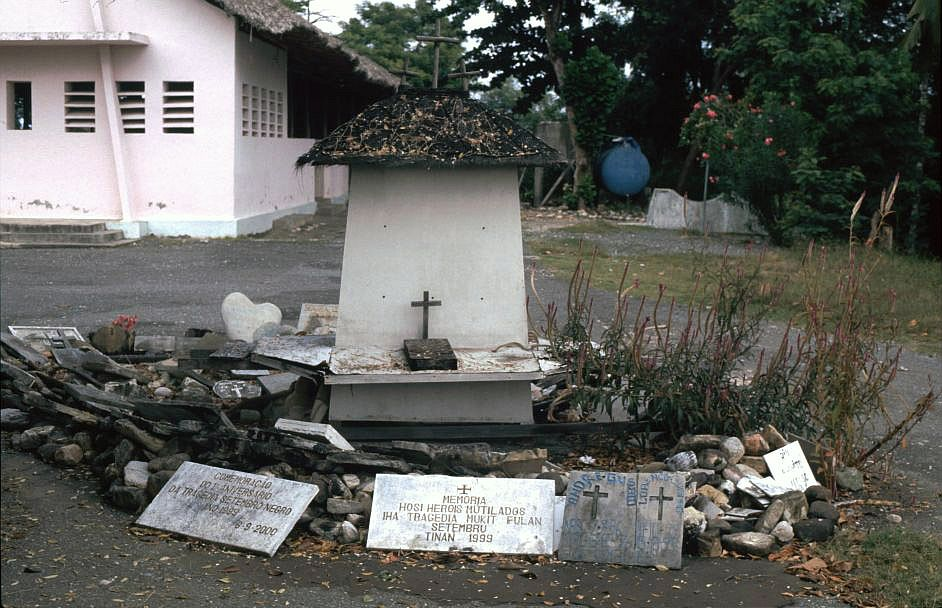
2003
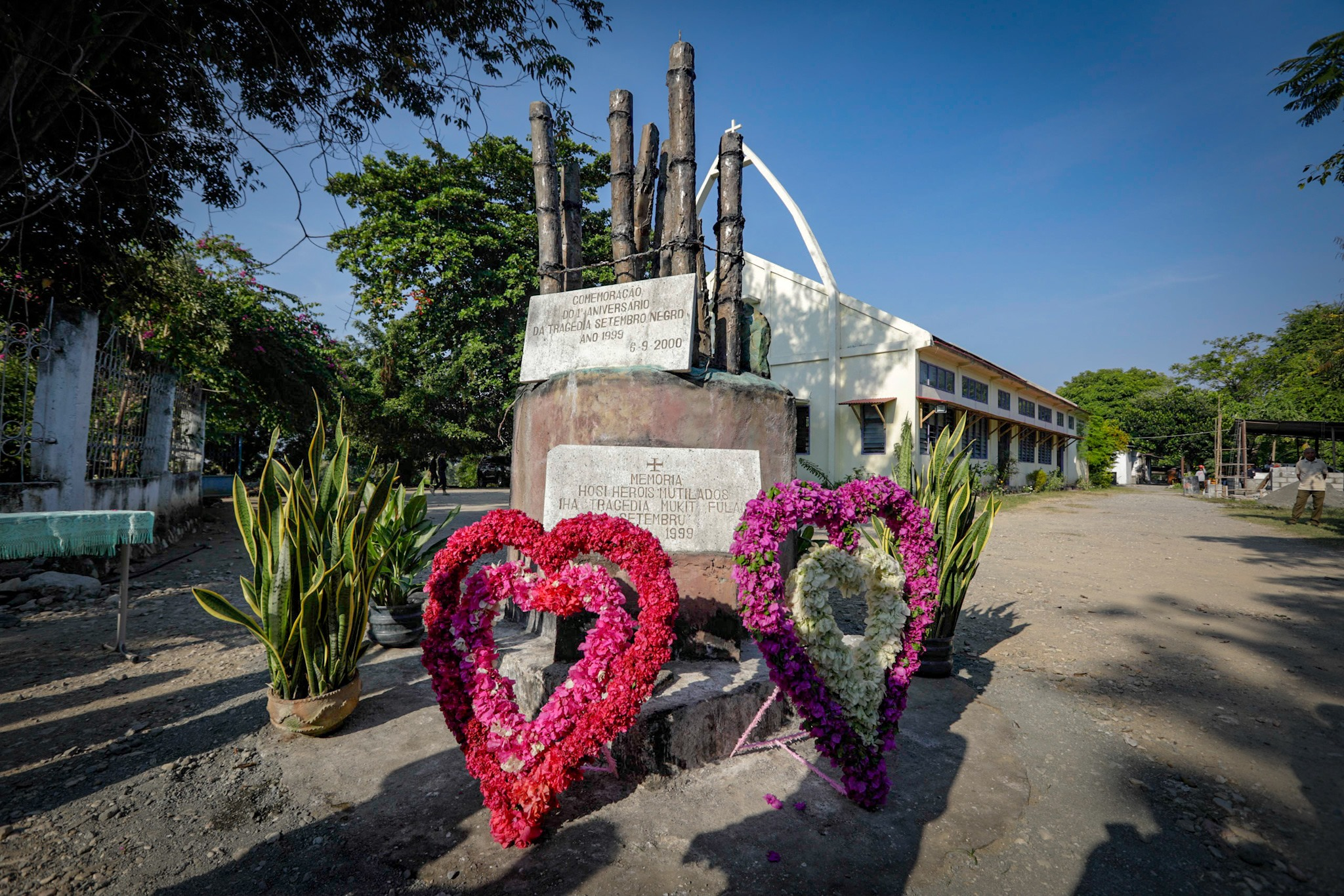
Bei der Kirche 2019
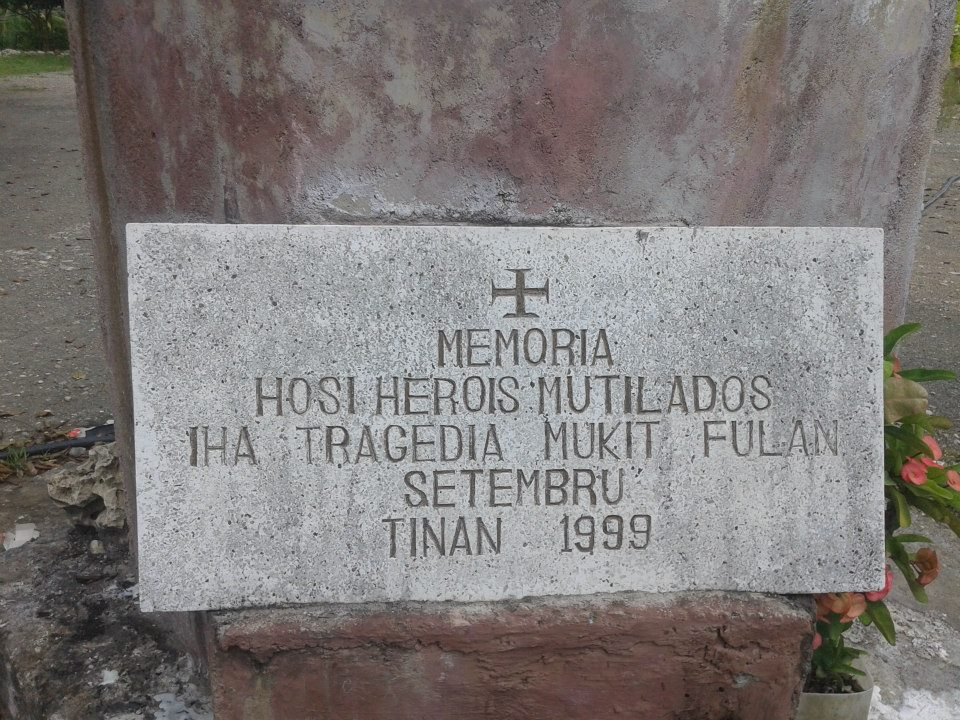
Bei der Kirche 2019
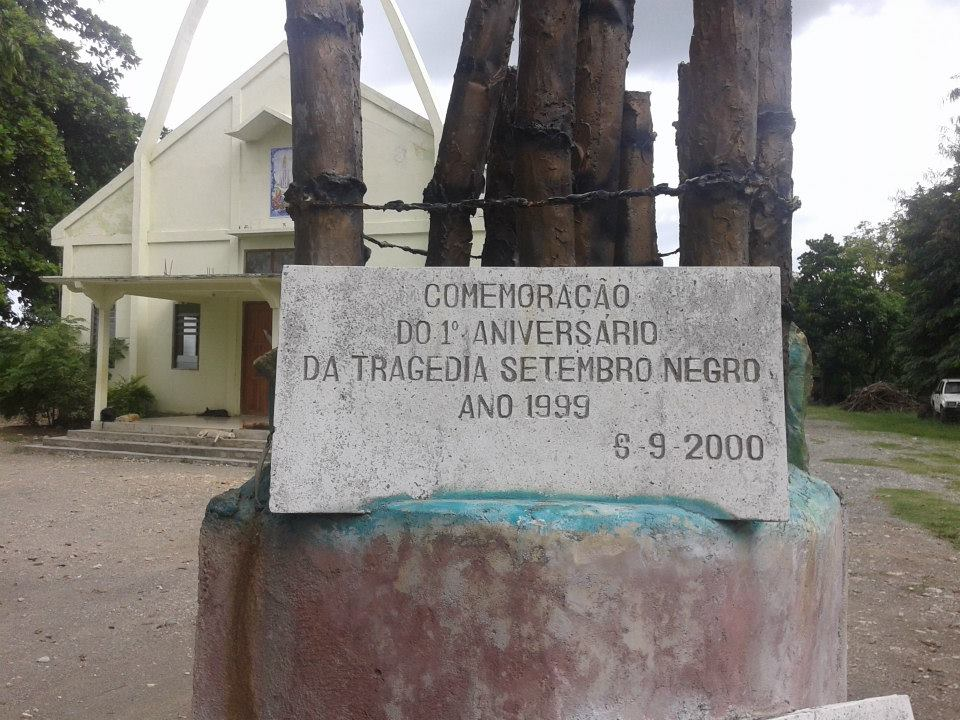
Bei der Kirche 2019
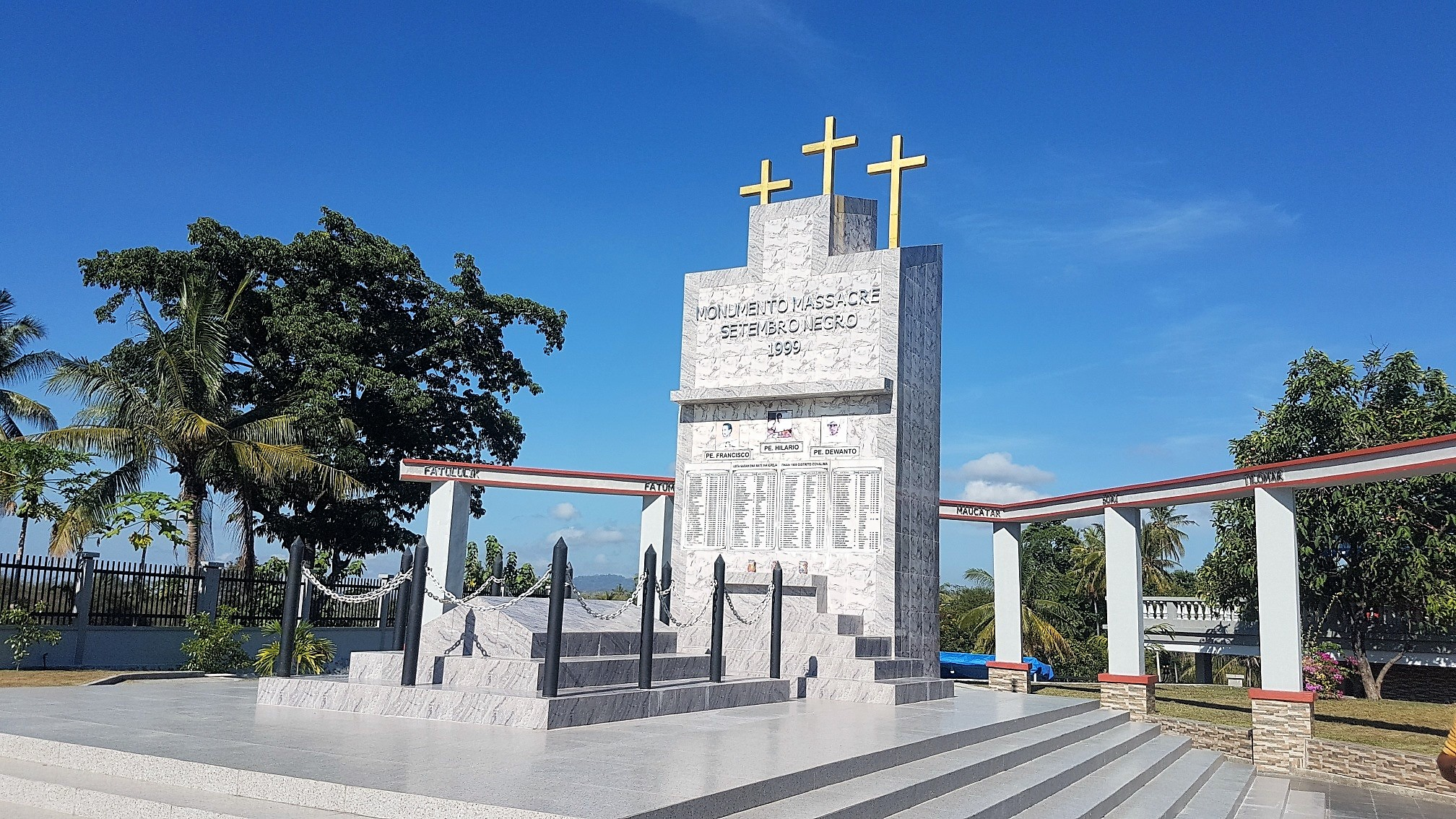
Beim Museum 2021

Reguläre Polizisten, Mitglieder der Mobilen Polizeibrigade (Brimob) und Soldaten der Armee standen am Zaun um das Kirchengelände und schossen auf alle Flüchtlinge, die zu fliehen versuchten. Nach dem Massaker wurden Überlebende, darunter viele Frauen und Kinder, auf Lastwägen zum Kodim gebracht, wo sie auf ihre Deportation in Flüchtlingslager warten mussten. Hier kam es zu Vergewaltigungen durch Milizionäre, mit Wissen der Armee. Die Angreifer stahlen auch Geld, Fernseher und Kühlschränke aus dem Kirchenkomplex. Um 17 Uhr wurden durch Leutnant Sugito und einem Team aus 31 Soldaten und Laksaur-Milizionären mindestens 50 Tote auf drei Armeelaster geladen und in Richtung Westen weggebracht. Am 7. September beobachteten Zeugen, wie Leutnant Sugito mit drei Soldaten und Laksaur-Milizionären die Leichen in Weluli, in Südalas (Alas Selatan, Lage), im indonesischen Westtimor am Meeresufer vergruben. 27 Opfer wurden zwei Monate später von der indonesischen Untersuchungskommission für Menschenrechtsverletzungen in Osttimor (KPP-HAM) exhumiert. Man konnte 15 männliche und acht weibliche Personen identifizieren. Jeweils eine Person war wahrscheinlich männlich und eine weiblich. Auch ein fünfjähriges Kind und ein Mädchen im Teenager-Alter waren unter den Opfern. Unter den gefundenen Leichen waren auch die Körper der drei Priester. Der lokale Polizist gab an, dass Leutnant Sugito ihm gesagt habe, dass die Toten von den Morden in Suai stammen und ihn anwies, den Vorfall geheim zu halten. Die KPP-HAM gibt die Zahl der Ermordeten mit „mindestens 50“ an. Andere Schätzungen gehen von mehr als 200 Todesopfern aus.
Offiziell wurde Oberstleutnant Lilik Kushadiyanto am 8. September nach Bekanntwerden des Massakers abberufen und Oberstleutnant Masagus wieder eingesetzt. Das regionale Militärkommando Kodam IX/Udayana auf Bali teilte dem australischen Journalisten Hamish McDonald aber mit, dass an dem Tag Masagus der verantwortliche Offizier war.
Bis die australisch geführte Interventionstruppe INTERFET ab dem 20. September begann, wieder für Recht und Ordnung zu sorgen, waren etwa 500.000 der 800.000 Einwohner gezwungen ihre Häuser zu verlassen, entweder in die Berge des Landesinneren, wo Hunger und Krankheiten warteten, oder über die Grenze nach Westtimor. Das Militär hatte sie nach dem Wahltag zwangsdeportiert und plante eine Zerstreuung der Osttimoresen über ganz Indonesien. Laut Aussagen von Oberstleutnant Lilik und Sedyono hatten sie auch in Suai mehrere Tage vor dem 4. September Lastwagen für die Deportation der Bevölkerung vorbereitet. Das Massaker von Suai wäre bei 200 Toten zwar der folgenreichste Massenmord im Laufe der Gewalt in Osttimor im September 1999, war aber kein Einzelfall. Wie aus einem anfangs geheimen Bericht hervorgeht, der von einer Sonderkommission im Auftrag des indonesischen Generalstaatsanwalts Marzuki Darusman erstellt wurde, folgte es einem Muster der Gewalt, das von Milizen vorgegeben wurde, die seit Anfang 1999 von indonesischen Militär-, Polizei- und Zivilbehörden organisiert, bewaffnet und eng geführt wurden.

## Aufarbeitung
Eine Untersuchungskommission besuchte am 19. November und 13. Dezember 1999 den Tatort. Man fand Spuren von Opfern, die um das Kirchengelände herum verbrannt wurden: Teile von Knochen, Schädel und verbrannter Kleidung. Nahezu alle Gebäude im Subdistrikt Suai waren niedergebrannt.
Fünf indonesische Beamte versuchte man für dieses Verbrechen zur Verantwortung zu ziehen: Oberstleutnant Lilik Kushadiyanto, Hauptmann Ahmad Syamsudin (Stabschef im Distrikt Cova Lima), Leutnant Sugito, Polizeioberst Gatot Subiaktoro und Distriktchef Herman Sedyono. Die Vereinten Nationen beschuldigten 16 Soldaten und Polizisten, darunter diese fünf, in einer Anklageschrift der Anklagebehörde Serious Crimes Unit in Dili, insgesamt 27 Verbrechen gegen die Menschlichkeit begangen zu haben; inklusive Mord, Massenmord, Vertreibung, Folter und Deportation. Auch dem Milizionär Eurico Guterres wird eine Beteiligung vorgeworfen. Die KPP-HAM kam nach ihren Untersuchungen zu dem Schluss, dass auch Distriktsmilitärchef Ahmad Masagus vor der Kirche in Suai gewesen sei, als das Massaker geschah und empfahl Ermittlungen gegen ihn. Über die Befragungen von Leutnant Sugito durch die KPP-HAM am 23. Dezember 1999 und 17. Januar 2000 konnten die Beteiligten später keine logischen Antworten auf Fragen geben.
Laksaur-Chef Olivio Mendonça Moruk (Aliso Mau) wurde in Westtimor von der indonesischen Generalstaatsanwaltschaft angeklagt, doch eine Woche später, am 6. September 2000, durch andere Milizionäre ermordet. Man geht davon aus, dass seine Zeugenaussage im Verfahren Sugito und Herman Sedyono hätten belasten können. Der indonesische Generalstaatsanwalt Marzuki Darusman vermutete daher einen politisch motivierten Mord.
Der Führer (Danki) der Laksaur-Miliz in Suai, Maternus Bere wird namentlich in der Zusammenfassung des Berichts als am Massaker Beteiligter aufgeführt, doch tauchte sein Name nicht mehr im Hauptbericht auf, sondern nur noch in einer Auflistung seiner Miliz im Anhang. Die indonesische Generalstaatsanwaltschaft hatte ihn zuerst auf der Fahndungsliste, nahm ihn aber im April 2001 wieder runter, weil man „ihn nicht hatte finden können“. Im August 2009 wurde er verhaftet, als er aus Westtimor, wo er nun lebte, in Suai zu Besuch war. Er hatte in der Kirche eine Zeremonie für seinen verstorbenen Vater besucht. Einheimische erkannten ihn und versuchten ihn zu lynchen, doch die Polizei konnte Bere festnehmen. Er kam in das Gefängnis Becora in Dili. Allerdings war Bere zu dieser Zeit bereits indonesischer Staatsbürger und Sekretär eines indonesischen Distrikts, weswegen das Nachbarland Protest gegen die Verhaftung erhob. Nur drei Wochen später wurde Bere wieder freigelassen und fand Zuflucht in der Botschaft Indonesiens in Dili. Ende Oktober wurde er nach Indonesien abgeschoben. Justizministerin Lúcia Lobato bestätigte, dass die Entlassung aus politischen Gründen erfolgte. Die Vereinten Nationen, die Katholische Kirche, die Opposition und ein Großteil der Bevölkerung verurteilten die Freilassung.
Der Mörder von Pater Hilario Madeira und stellvertretende Chef der Laksaur-Miliz Egidio Manek floh nach dem Ende der indonesischen Besatzung nach Atambua in Westtimor. Die indonesische Generalstaatsanwaltschaft konnte ihn dort im Mai 2000 „nicht finden“, obwohl er großen Einfluss auf die dortigen osttimoresischen Flüchtlinge nahm. Am 18. April 2000 brachten indonesische Soldaten noch westliche Journalisten zu ihm in Atambua. Manek und andere Mitglieder der Familie sowie Mitglieder der Familie von Bere waren an der Ermordung von Moruk beteiligt. Ein Jahr später wurde auch Manek, weil er „nicht auffindbar“ sei, von der Fahndungsliste gestrichen. Als er und seine Bande aber im Frühjahr 2001 in einer massiven Schlägerei einen indonesischen Soldaten in Atambua töteten, wurden er und 22 seiner Anhänger von der indonesischen Polizei verhaftet.
Vasco da Cruz, ein Führer der Miliz Mahidi, wird im Überblick des Berichts der KPP-HAM für seine Beteiligung am Massaker in Suai erwähnt. Im Abschlussbericht fehlt sein Name, erscheint aber im Anhang der Mitgliedsliste der Miliz. Die indonesische Generalstaatsanwaltschaft führte ihn bis April 2001 auf ihrer Anklageliste. Dann wurde sein Name gestrichen, weil Milizionäre, die als Zeugen (namentlich Maternus Bere und Egidio Manek) fungieren hätten können „nicht gefunden werden konnten“.
Der Beamte und ehemalige Administrator von Tilomar João Mendonça de Araújo wurde von Augenzeugen dabei gesehen, wie er den Milizionären den Befehl gab, die Menschen in der Kirche anzugreifen. Osttimors Polizeichef Paulo Martins persönlich verhaftete ihn zusammen mit UN-Polizisten bei seiner Rückkehr nach Osttimor am 23. März 2001. Nach einem Monat im Gefängnis wurde er zunächst auf freien Fuß gesetzt und lebte nun in Dili. Osttimors Präsident Xanana Gusmão hatte bereits zuvor zur Versöhnung im Land aufgerufen. Im August 2001 berief er eine Versammlung von 500 Menschen in Suai ein und forderte Araújo auf, zu sprechen. Dieser weinte und beteuerte, er habe erst durch die Schüsse vom Angriff auf die Kirche erfahren und selbst Angst um sein Leben gehabt, da die Milizen „unkontrollierbar“ gewesen seien. Er bereute öffentlich seine Rolle bei den Ereignissen und bat um Entschuldigung. Araujo blieb in Osttimor, lebte aber durch die Unterstützung von Verwandten, weil er keine Arbeit bekam.
Als am 28. Februar 2003 die Anklageschrift der Staatsanwaltschaft vorlag, wurden in ihr Laksaur-Vize Egidio Manek, die vier Subdistriktkommandanten Maternus Bere (Suai), Cosmas Amaral (Fohorem), Pedro Teles (Fatululic) und Henrikus Mali (Fatumean) sowie neun weitere Milizionäre angeklagt. João Mendonça de Araújo entging aufgrund der mangelnden Beweislage einer Anklage. Am 8. April folgte die Anklageschrift gegen die 16 indonesischen Soldaten und Polizisten, inklusive des Distriktschefs Herman Sedyono. Alle Angeklagten befanden sich nicht in Osttimor.
Schon bald nach dem Abzug der Indonesier wurde eine Gedenkstätte für die Opfer errichtet. Heute ist sie Teil des Muzeum Memorial Resistencia Municipio Covalima (MMRMC).

## Sonstiges

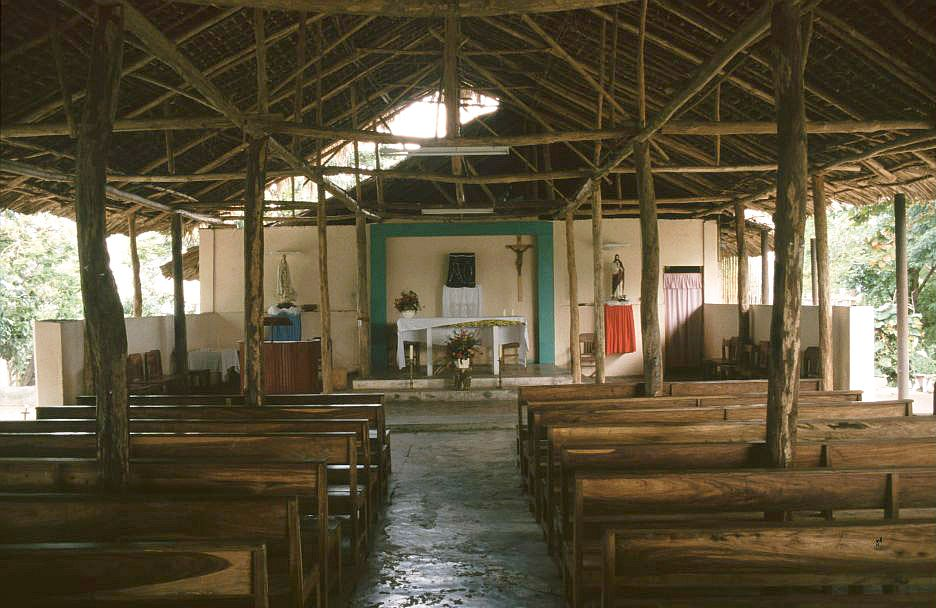
Behelfskirche von Suai (2003)

Der ältere Bruder der Politikerin Milena Pires war eines der Todesopfer des Kirchenmassakers von Suai. Sein Leichnam konnte nicht gefunden werden. Der ums Leben gekommene Pater Hilario Madeira, der Pfarrer der Gemeinde wurde 2007 posthum mit dem Ordem Dom Martinho Lopes geehrt. Er hatte in der Besatzungszeit auch die Unabhängigkeitskämpfer unterstützt.
Bereits in indonesischer Zeit wurde mit einem Neubau einer Kirche in Suai begonnen, allerdings lag der Rohbau lange Zeit brach. Erst 2012 wurde die neue Ave-Maria-Kirche von Suai eingeweiht. In der Zwischenzeit nutzte die Pfarrgemeinde einen Behelfsbau.